# Campeonato europeo de hockey sobre patines masculino de 1934
El VIII Campeonato europeo de hockey sobre patines masculino de 1934 se celebró en Herne Bay (Inglaterra) en mayo de 1934. Fue organizado por el Comité Europeo de Hockey sobre Patines. La selección de Inglaterra ganó su octavo título.

## Equipos participantes
|            |
| Alemania   |
| Bélgica    |
| Francia    |
| Inglaterra |
| Italia     |
| Suiza      |

## Resultados
|            | Bandera de Inglaterra | Bandera de Suiza | Bandera de Francia | Bandera de Bélgica | Bandera de Alemania | Bandera de Italia |
| ---------- | --------------------- | ---------------- | ------------------ | ------------------ | ------------------- | ----------------- |
| Inglaterra |                       |                  |                    |                    |                     |                   |
| Suiza      | 1-2                   |                  |                    |                    |                     |                   |
| Francia    | 3-6                   | 2-3              |                    |                    |                     |                   |
| Bélgica    | 0-5                   | 2-5              | 3-1                |                    |                     |                   |
| Alemania   | 1-3                   | 0-2              | 6-2                | 3-2                |                     |                   |
| Italia     | 1-11                  | 7-0              | 6-4                | 0-0                | 1-14                |                   |

## Clasificación
| Equipo     | Pts | PJ | PG | PE | PP | GF | GC | DG  |
| ---------- | --- | -- | -- | -- | -- | -- | -- | --- |
| Inglaterra | 10  | 5  | 5  | 0  | 0  | 27 | 6  | +21 |
| Alemania   | 6   | 5  | 3  | 0  | 2  | 24 | 10 | +14 |
| Suiza      | 6   | 5  | 3  | 0  | 2  | 11 | 13 | -2  |
| Italia     | 5   | 5  | 2  | 1  | 2  | 15 | 19 | -4  |
| Bélgica    | 3   | 5  | 1  | 1  | 3  | 7  | 14 | -7  |
| Francia    | 0   | 5  | 0  | 0  | 5  | 12 | 24 | -12 |